# (32609) Jamesfagan
2001 QF243 (asteroide 32609) é um asteroide da cintura principal. Possui uma excentricidade de 0.19995000 e uma inclinação de 1.53505º.
Este asteroide foi descoberto no dia 24 de agosto de 2001 por LINEAR em Socorro.